# Клери (Вогези)
Клери (фр. Cleurie) насеље је и општина у североисточној Француској у региону Лорена, у департману Вогези која припада префектури Епинал.
По подацима из 2011. године у општини је живело 638 становника, а густина насељености је износила 57,79 становника/km². Општина се простире на површини од 11,04 km². Налази се на средњој надморској висини од 531 метар (максималној 819 m, а минималној 416 m).

## Демографија
| 1962. | 1968. | 1975. | 1982. | 1990. | 1999. | 2011. |
| ----- | ----- | ----- | ----- | ----- | ----- | ----- |
| 367   | 390   | 445   | 625   | 668   | 669   | 638   |

График промене броја становника у току последњих година